# Корі Кроуфорд
Корі Кроуфорд (англ. Corey Crawford; 31 грудня 1984, м. Монреаль, Канада) — канадський хокеїст, воротар. Виступає за «Чикаго Блекгокс» у Національній хокейній лізі.

## Ігрова кар'єра
Виступав за «Монктон Вайлдкетс» (QMJHL), «Норфолк Адміралс» (АХЛ), «Чикаго Блекгокс», «Рокфорд АйсХогс» (АХЛ).
В чемпіонатах НХЛ — 268 матчів, у турнірах Кубка Стенлі — 71 матч. 

## Досягнення та нагороди
- Володар Кубка Стенлі (2013, 2015)
- Учасник матчу всіх зірок НХЛ (2015)
- Володар Кубка світу (2016).

- Трофей Вільяма М. Дженнінгса (2013 разом з Реєм Емері; 2015 разом з Кері Прайсом)